# Оєр Саррага
Оєр Саррага Еганья (ісп. Oier Zarraga Egaña, нар. 4 січня 1999, Гечо, Іспанія) — іспанський та баскський футболіст, центральний півзахисник італійського клубу «Удінезе» та збірної команди Країни Басків.

## Ігрова кар'єра

### Клубна
Оєр Саррага народився в Країні Басків у місті Гечо. У 2009 році він приєднався до футбольної академії клубу «Атлетік» (Більбао), де починав грати у фарм - клубі в Терсера Дивізіон.
З 2019 року Саррага почав свої виступи у резервному складі «Атлетіка» в Сегунді В. Згодом півзахисник став постійним гравцем основного складу «Атлетіка В». Влітку 2020 року Саррага отримапв виклик на передсезонні збори основного складу команди. Його дебют на професійному рівні відбувся 18 жовтня 2020 року, коли у матчі чемпіонату Іспанії він вийшов на заміну в поєдинку проти «Леванте». У лютому 2021 року Саррага підписав з клубом новий контракт до літа 2023 року.
В липні 2023 року як вільний агент Саррага перейшов до італійського «Удінезе», підписавши з клубом контракт на чотири роки.

### Збірна
У 2024 році Оєр Саррага почав грати за збірну Країни Басків.